# چیوو
چیوو (به ایتالیایی: Civo) یک کومونه در ایتالیا است که در استان سوندریو واقع شده‌است.

## خصوصیات
چیوو ۲۵٫۲ کیلومترمربع مساحت و ۱٬۰۵۲ نفر جمعیت دارد.